# 梅花形

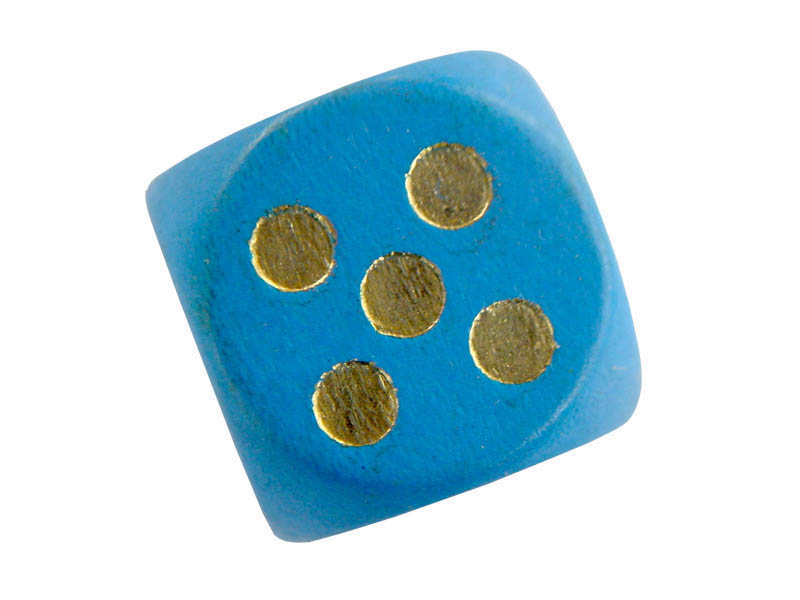
骰子中的梅花形五点

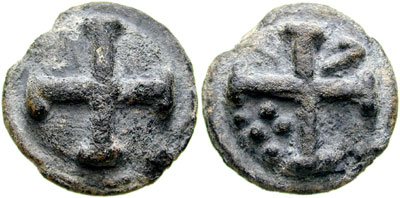
一枚昆庫恩克斯硬幣

梅花形（拉丁語：quincunx，意謂十二分之五）是由五个点组成的几何图形，其中四点形成一个正方形，另一点则位于正方形的中心。这一形状最初源于罗马共和国于公元前3世纪发行的货币昆库恩克斯，值當時貨幣一阿斯的5/12。
骰子、扑克、西洋骨牌中的五点即为梅花形。Unicode中，梅花形符号为U+2059 ⁙ FIVE DOT PUNCTUATION或U+2684 ⚄ DIE FACE-5。